# هاري ويلكوكس
هاري ويلكوكس (بالإنجليزية: Harry Wilcox)‏ (17 يناير 1878 في المملكة المتحدة - 21 يوليو 1937 في المملكة المتحدة) هو لاعب كرة قدم بريطاني (وحمل سابقاً جنسية المملكة المتحدة لبريطانيا العظمى وأيرلندا) في مركز الهجوم. لعب مع برمنغهام سيتي وبريستون نورث إيند وليستر سيتي ونادي بليموث أرجايل ونادي واتفورد ووست بروميتش ألبيون وبرومزغروف روفرز ‏.

## وصلات خارجية
- هاري ويلكوكس السيرة الذاتية
- معلومات شخصية عن لاعب كرة القدم هاري ويلكوكس